# 南太子湖站
南太子湖站位于中华人民共和国湖北省武汉市汉南区武汉经济技术开发区，是武汉地铁16号线的地铁车站。

## 车站结构
南太子湖站位于武汉经开区沌口路武汉地铁6号线老关村车辆段门前，沿沌口路南北向布置。车站主体为地下两层单柱岛式站台车站，其中地下一层为站厅层，地下二层为站台层。车站总长度为255.0m，标准段外包宽度为20.4m。采用明挖顺作法施工。车站共设置4个出入口（其中2号出入口预留），2组风亭，1个安全疏散口。

### 车站出口
|                                                 |      |      |  |
| 出口編號                                        | 設施 | 照片 |  |
| A                                               |      |      |  |
| B                                               |      |      |  |
| C                                               |      |      |  |
| 注： 設有升降機 \| 設有輪椅升降台 \| 設有洗手間 |      |      |  |

## 邻近地区
武汉轨道交通6号线老关村车辆段。

### 内部链接
- 武汉地铁车站列表